# Geveko
Geveko är ett vägmarkeringsföretag, sprunget 1947 ur moderbolaget AB Gatu och Vägbeläggningsämnen med Gunnar Bergendahl som grundare, med varumärken på flera marknader i Europa. 1998 fick organisationen skattemässig status som investmentbolag, något som gällde fram till 2007 då detta upphörde. Geveko börsintroducerades 1983 och företagets B-aktie var fram till 2015 noterad på Stockholmsbörsens Small Cap-lista då företaget köptes av ett investmentbolag.
Geveko avnoterades från Stockholmsbörsen i september 2015.